# Lohmühle bei Neustädtlein
Lohmühle bei Neustädtlein ist ein Gemeindeteil der Großen Kreisstadt Dinkelsbühl im Landkreis Ansbach (Mittelfranken, Bayern). Lohmühle liegt in der Gemarkung Dinkelsbühl.

## Geografie
Die Einöde liegt am Ölgraben, der 100 Meter weiter südwestlich als linker Zufluss in die Wörnitz mündet und unmittelbar östlich des Ortes den Loh- und Lohmühlweiher speist. Ein Anliegerweg führt zur Bundesstraße 25 (0,2 km nordöstlich), die nach Dinkelsbühl (1,7 km nordwestlich) bzw. nach Neustädtlein verläuft (0,6 km südöstlich).

## Geschichte
Die Fraisch über die Lohmühle war strittig zwischen dem ansbachischen Oberamt Wassertrüdingen, dem oettingen-spielbergischen Oberamt Mönchsroth und der Reichsstadt Dinkelsbühl. Das Anwesen hatte die Reichsstadt Dinkelsbühl als Grundherrn. Von 1797 bis 1808 unterstand der Ort dem Justiz- und Kammeramt Wassertrüdingen.
Im Jahr 1809 wurde Lohmühle infolge des Gemeindeedikts dem Steuerdistrikt und der Munizipalgemeinde Dinkelsbühl zugeordnet.

## Einwohnerentwicklung
| Jahr      | 001818 | 001840 | 001871 | 001885 | 001900 | 001925 | 001950 | 001961 | 001970 | 001987 |
| Einwohner | 6      | 6      | 3      | 3      | 9      | 5      | 3      | 5      | 4      | 3      |
| Häuser    | 1      | 1      |        | 1      | 1      | 1      | 1      | 2      |        | 1      |
| Quelle    | [ 10 ] | [ 11 ] | [ 12 ] | [ 13 ] | [ 14 ] | [ 15 ] | [ 16 ] | [ 17 ] | [ 18 ] | [ 1 ]  |

## Religion
Der Ort ist seit der Reformation evangelisch-lutherisch geprägt und war ursprünglich nach St. Peter (Sinbronn) gepfarrt, seit der zweiten Hälfte des 19. Jahrhunderts ist die Pfarrei St. Paul (Dinkelsbühl) zuständig. Die Katholiken sind nach St. Georg (Dinkelsbühl) gepfarrt.